# ジグミ・ワンチュク
ジグメ・ワンチュク（ゾンカ語: , ラテン文字転写: Jigme Wangchuk, ワイリー方式: 'Jigs med dBang pyug）は第2代ブータン国王。

## 生涯
1905年 、父ウゲン・ワンチュクと母アシ・ツェンデュ・ラモの間に長男として誕生。1921年、17歳でトンサ・ドニェに親任され、18歳でブムタンのワンデュチョリン宮殿のアシ・プンツォ・チョデンと成婚し、1926年に21歳の若さで即位した。
1933年には大英博物館の植物学者2人にブータン東部への入域を許可するなど、鎖国政策を緩和し、1947年にはニューデリーで開かれたアジア関係会議への参加、1948年にはインドの独立に伴う対ブータン関係協議のために代表団を派遣した。
ブータン・インド両国はプナカ条約を継承するかたちで1949年8月8日にダージリンでインド・ブータン条約に調印した。この条約には「インドはブータンの内政には干渉しないが、外交に関しては助言を行う」という文言も継承されたため、ブータンはインドとの特殊な依存関係を構築することになった。後に両国関係は経済発展関係へも拡大した。